# Franz Heiner
Franz Xaver Heiner (* 28. August 1849 in Atteln; † 13. Juli 1919 in Buldern) war ein römisch-katholischer deutscher Theologe und Kirchenrechtler.

## Leben
1871 absolvierte er das Gymnasium in Paderborn. Er studierte Theologie an der philosophisch-theologischen Lehranstalt Paderborn und trat ins Paderborner Priesterseminar ein. Wegen der Aufhebung des Paderborner Priesterseminars infolge des Kulturkampfes empfing er am 16. Januar 1876 die Priesterweihe in Eichstätt. Bis 1878 war er Kaplan in zwei Pfarreien der Diözese Eichstätt, in Gungolding und Großenried. Dann studierte er als Kaplan der Santa Maria dell’Anima Kirchenrecht am Apollinare und promovierte 1881 zum Dr. iur. can. Nach seiner Rückkehr aus Rom war er ein Jahr Stadtkaplan in Ornbau. 1883 ernannte ihn der Bischof von Paderborn zum Pfarrer in Dessau. Seit 1887 lehrte er als Professor des Kirchenrechts in Paderborn. 1889 erfolgte seine Berufung als ordentlicher Professor des Kirchenrechts an der Theologischen Fakultät der Albert-Ludwigs-Universität Freiburg. Er wurde 1896 päpstlicher Hausprälat und 1904 apostolischer Protonotar. Von 1889 bis 1897 leitete er mit Alois Otten die Zeitschrift Der katholische Seelsorger. 1910 kam es zu einer Pressefehde zwischen ihm und Adolf ten Hompel, die deutschlandweit Aufsehen erregte. Als Italien 1915 in den Ersten Weltkrieg eintrat, musste er Rom verlassen. Die letzten Kriegsjahre verlebte er größtenteils bei seinen Verwandten im Sauerland und im Münsterland. Als er zur Erholung bei seinem Neffen in Buldern weilte, starb er an einer Lungenentzündung.

## Schriften (Auswahl)
- Die kanonische Obedienz oder der Diöcesanklerus und sein Bischof. Eine kirchenrechtlich-ascetische Abhandlung. Paderborn 1882.
- Gesetze die katholische Kirche betreffend. Freiburg im Breisgau 1890.
- Der Jesuitismus in seinem Wesen, seiner Gefährlichkeit und Bekämpfung. Mit besonderer Rücksicht auf Deutschland. Paderborn 1902
- Grundriss des katholischen Eherechts. Münster 1910.